# 俄羅斯奧林匹克委員會
俄羅斯奧林匹克委員會（俄语：Олимпийский комитет России）是俄羅斯的國家奧林匹克委員會。該組織成立於1989年，是國際奧林匹克委員會和歐洲奧林匹克委員會的成員。1994年，首次派員參加在挪威利勒哈默爾舉行的冬季奧運會。
現時，俄羅斯奧林匹克委員會的總部設在首都莫斯科，主席是斯坦尼斯拉夫·波兹尼亚科夫。
2021年7月舉行的東京奧運，俄羅斯因為運動員運動禁藥問題遭世界反禁藥組織（WADA）在2019年裁定禁賽4年，雖然國際體育仲裁院（CAS）於2020年將禁賽年限縮為2年，但俄羅斯選手不能以國家代表隊的名義參賽，並不得使用國號、國旗、國歌及國家編碼「RUS」，只能以俄羅斯奧林匹克委員會名義參與，代表隊編碼為「ROC」（俄國奧會的英語「Russian Olympic Committee」縮寫），旗幟為俄國奧會會旗，颁奖仪式上以柴可夫斯基《第一钢琴协奏曲》选段代替俄罗斯国歌。
2023年10月12日，國際奧林匹克委員會發出聲明指出，俄羅斯2022年開始全面入侵烏克蘭後，俄羅斯奧林匹克委員會單方面將原本屬烏克蘭管轄的4個地區——頓涅茨克州、盧甘斯克州、赫爾松州和扎波羅熱州的體育組織納入成為自己的成員，因此國際奧委會宣布暫停俄羅斯奧委會的會員資格，即時生效。

## 历任领导
| 任期           | 姓名                      |
| -------------- | ------------------------- |
| 1992年－2001年 | 维塔利·斯米尔诺夫         |
| 2001年－2010年 | 列昂尼德·佳加乔夫         |
| 2010年－2018年 | 亚历山大·茹科夫           |
| 2018年－       | 斯坦尼斯拉夫·波兹尼亚科夫 |

## 資料來源
1. ↑  .   [2014-06-24]. （原始内容存档于2020-01-14）.
2. ↑  簡恒宇. . 風傳媒. 2021-07-21  [2021-07-23]. （原始内容存档于2021-07-23）.
3. ↑  中央社. . yahoo!新聞. 2023-10-13  [2023-10-13].